# Монголия на зимних Олимпийских играх 2010
Монголия на зимних Олимпийских играх 2010 была представлена двумя спортсменами в лыжных гонках.

## Результаты соревнований

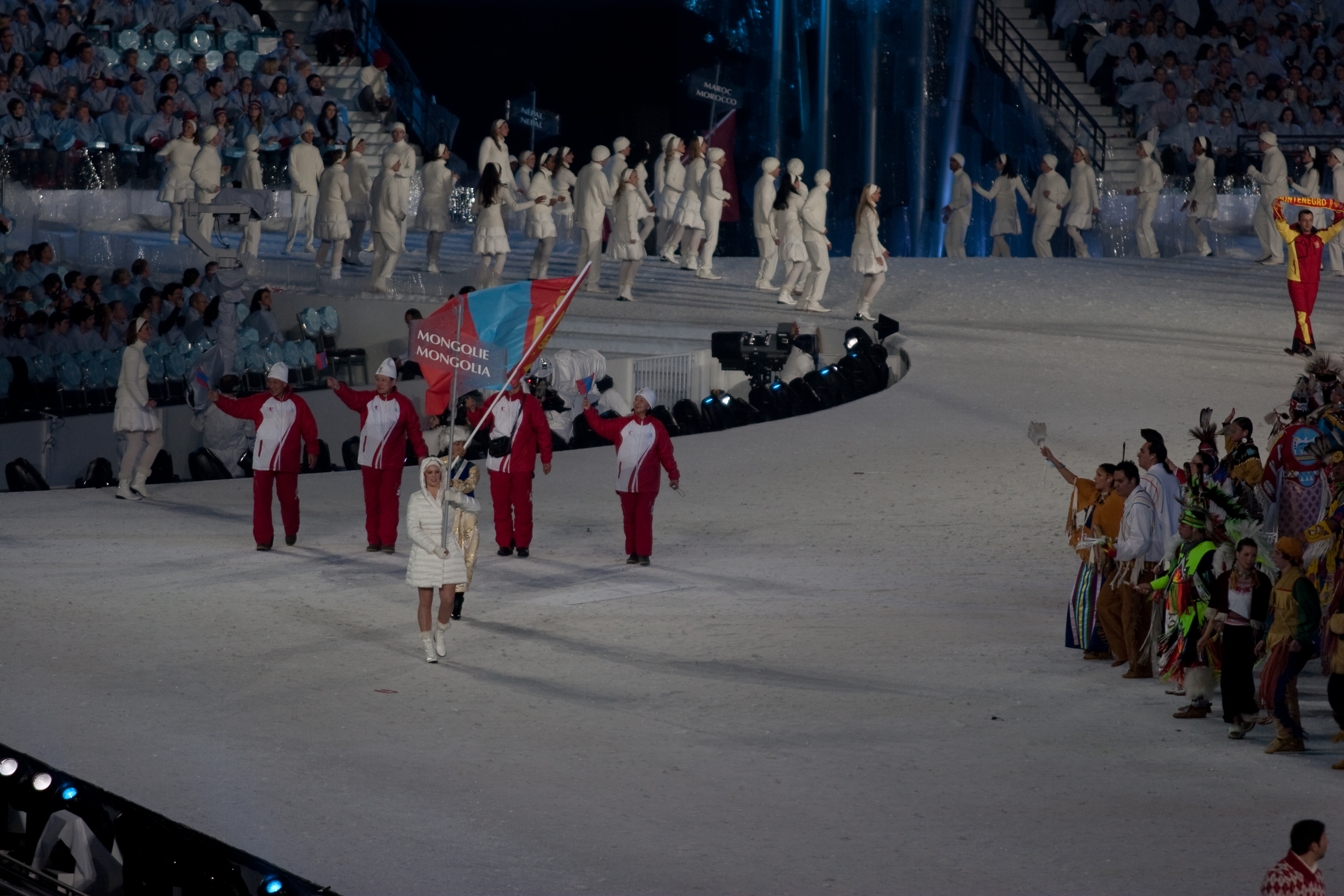
Монгольская команда на церемонии открытия игр

### Лыжные гонки
Мужчины
Дистанция
| Соревнование           | Спортсмен                | Результат | Место |
| ---------------------- | ------------------------ | --------- | ----- |
| 15 км свободным стилем | Хаш-Эрдэнэ Хурэлбаатарын | 42:27,4   | 87    |

Женщины
Дистанция
| Соревнование           | Спортсмены              | Результат | Место |
| ---------------------- | ----------------------- | --------- | ----- |
| 10 км свободным стилем | Эрдэнэ-Очирын Очирсурэн | 32:56,1   | 73    |